# Список країн-членів Світової організації торгівлі
Ця сторінка містить інформацію про списки країн, які є членами (164 країни разом з датами їх вступу до організації) або спостерігачати (24 країни) Світової організації торгівлі станом на 19 травня 2020 року.

## Країни-члени СОТ
| Країна                                                               | Дата вступу       |
| -------------------------------------------------------------------- | ----------------- |
| Австралія                                                            | 1 січня 1995      |
| Австрія                                                              | 1 січня 1995      |
| Албанія                                                              | 8 вересня 2000    |
| Ангола                                                               | 23 листопада 1996 |
| Антигуа і Барбуда                                                    | 1 січня 1995      |
| Аргентина                                                            | 1 січня 1995      |
| Бангладеш                                                            | 1 січня 1995      |
| Барбадос                                                             | 1 січня 1995      |
| Бахрейн                                                              | 1 січня 1995      |
| Беліз                                                                | 1 січня 1995      |
| Бельгія                                                              | 1 січня 1995      |
| Бенін                                                                | 22 лютого 1996    |
| Болівія                                                              | 12 вересня 1995   |
| Болгарія                                                             | 1 грудня 1996     |
| Ботсвана                                                             | 31 травня 1995    |
| Бразилія                                                             | 1 січня 1995      |
| Бруней                                                               | 1 січня 1995      |
| Буркіна-Фасо                                                         | 3 червня 1995     |
| Бурунді                                                              | 23 липня 1995     |
| Вануату                                                              | 24 серпня 2012    |
| В'єтнам                                                              | 11 січня 2007     |
| Вірменія                                                             | 5 лютого 2003     |
| Велика Британія                                                      | 1 січня 1995      |
| Венесуела                                                            | 1 січня 1995      |
| Габон                                                                | 1 січня 1995      |
| Гаїті                                                                | 30 січня 1996     |
| Гамбія                                                               | 23 жовтня 1996    |
| Гана                                                                 | 1 січня 1995      |
| Гаяна                                                                | 1 січня 1995      |
| Гватемала                                                            | 21 липня 1995     |
| Гвінея                                                               | 25 жовтня 1995    |
| Гвінея-Бісау                                                         | 31 травня 1995    |
| Гренада                                                              | 22 лютого 1996    |
| Греція                                                               | 1 січня 1995      |
| Гондурас                                                             | 1 січня 1995      |
| Гонконг                                                              | 1 січня 1995      |
| Грузія                                                               | 14 червня 2000    |
| ДР Конго                                                             | 1 січня 1997      |
| Данія                                                                | 1 січня 1995      |
| Джибуті                                                              | 31 травня 1995    |
| Домініка                                                             | 1 січня 1995      |
| Домініканська Республіка                                             | 9 березня 1995    |
| Еквадор                                                              | 21 січня 1996     |
| Естонія                                                              | 13 листопада 1999 |
| Єгипет                                                               | 30 червня 1995    |
| Ємен                                                                 | 26 червня 2014    |
| Європейський Союз                                                    | 1 січня 1995      |
| Замбія                                                               | 1 січня 1995      |
| Зімбабве                                                             | 5 березня 1995    |
| Ізраїль                                                              | 21 квітня 1995    |
| Індія                                                                | 1 січня 1995      |
| Індонезія                                                            | 1 січня 1995      |
| Ірландія                                                             | 1 січня 1995      |
| Ісландія                                                             | 1 січня 1995      |
| Іспанія                                                              | 1 січня 1995      |
| Італія                                                               | 1 січня 1995      |
| Йорданія                                                             | 11 квітня 2000    |
| Кабо-Верде                                                           | 23 липня 2008     |
| Казахстан                                                            | 30 листопада 2015 |
| Камбоджа                                                             | 13 жовтня 2004    |
| Камерун                                                              | 13 грудня 1995    |
| Канада                                                               | 1 січня 1995      |
| Катар                                                                | 13 січня 1996     |
| Кенія                                                                | 1 січня 1995      |
| Киргизстан                                                           | 20 грудня 1998    |
| КНР                                                                  | 11 грудня 2001    |
| Кіпр                                                                 | 30 липня 1995     |
| Колумбія                                                             | 30 квітня 1995    |
| Республіка Конго                                                     | 27 березня 1997   |
| Коста-Рика                                                           | 1 січня 1995      |
| Кот-д'Івуар                                                          | 1 січня 1995      |
| Куба                                                                 | 20 квітня 1995    |
| Кувейт                                                               | 1 січня 1995      |
| Лаос                                                                 | 2 лютого 2013     |
| Латвія                                                               | 10 лютого 1999    |
| Лесото                                                               | 31 травня 1995    |
| Литва                                                                | 31 травня 2001    |
| Ліберія                                                              | 14 липня 2016     |
| Ліхтенштейн                                                          | 1 вересня 1995    |
| Люксембург                                                           | 1 січня 1995      |
| Маврикій                                                             | 1 січня 1995      |
| Мавританія                                                           | 31 травня 1995    |
| Мадагаскар                                                           | 17 листопада 1995 |
| Макао                                                                | 1 січня 1995      |
| Північна Македонія                                                   | 4 квітня 2003     |
| Малаві                                                               | 31 травня 1995    |
| Малайзія                                                             | 1 січня 1995      |
| Малі                                                                 | 31 травня 1995    |
| Мальдіви                                                             | 31 травня 1995    |
| Мальта                                                               | 1 січня 1995      |
| Марокко                                                              | 1 січня 1995      |
| Мексика                                                              | 1 січня 1995      |
| Мозамбік                                                             | 26 серпня 1995    |
| Молдова                                                              | 26 липня 2001     |
| Монголія                                                             | 29 січня 1997     |
| М'янма                                                               | 1 січня 1995      |
| Намібія                                                              | 1 січня 1995      |
| Непал                                                                | 23 квітня 2004    |
| Нідерланди (включаючи Нідерландські Антильські острови)              | 1 січня 1995      |
| Нігер                                                                | 13 грудня 1996    |
| Нігерія                                                              | 1 січня 1995      |
| Нікарагуа                                                            | 3 вересня 1995    |
| Німеччина                                                            | 1 січня 1995      |
| Нова Зеландія                                                        | 1 січня 1995      |
| Норвегія                                                             | 1 січня 1995      |
| ОАЕ                                                                  | 10 квітня 1996    |
| Оман                                                                 | 9 листопада 2000  |
| Пакистан                                                             | 1 січня 1995      |
| Панама                                                               | 6 вересня 1997    |
| Папуа Нова Гвінея                                                    | 9 червня 1996     |
| Парагвай                                                             | 1 січня 1995      |
| Перу                                                                 | 1 січня 1995      |
| Південна Корея                                                       | 1 січня 1995      |
| ПАР                                                                  | 1 січня 1995      |
| Польща                                                               | 1 липня 1995      |
| Португалія                                                           | 1 січня 1995      |
| Росія                                                                | 22 серпня 2012    |
| Руанда                                                               | 22 травня 1996    |
| Румунія                                                              | 1 січня 1995      |
| Сальвадор                                                            | 7 травня 1995     |
| Самоа                                                                | 10 травня 2012    |
| Саудівська Аравія                                                    | 11 грудня 2005    |
| Есватіні                                                             | 1 січня 1995      |
| Сейшельські Острови                                                  | 26 квітня 2015    |
| Сенегал                                                              | 1 січня 1995      |
| Сент-Вінсент і Гренадини                                             | 1 січня 1995      |
| Сент-Кіттс і Невіс                                                   | 21 лютого 1996    |
| Сент-Люсія                                                           | 1 січня 1995      |
| Сінгапур                                                             | 1 січня 1995      |
| Словаччина                                                           | 1 січня 1995      |
| Словенія                                                             | 30 липня 1995     |
| Соломонові Острови                                                   | 26 липня 1996     |
| США                                                                  | 1 січня 1995      |
| Суринам                                                              | 1 січня 1995      |
| Сьєрра-Леоне                                                         | 23 липня 1995     |
| Таджикистан                                                          | 2 березня 2013    |
| Тайвань (як Окремі митні території Тайваню, Пеньгу, Кіммену та Мацу) | 1 січня 2002      |
| Таїланд                                                              | 1 січня 1995      |
| Танзанія                                                             | 1 січня 1995      |
| Того                                                                 | 31 травня 1995    |
| Тонга                                                                | 27 липня 2007     |
| Тринідад і Тобаго                                                    | 1 березня 1995    |
| Туніс                                                                | 29 березня 1995   |
| Туреччина                                                            | 26 березня 1995   |
| Уганда                                                               | 1 січня 1995      |
| Угорщина                                                             | 1 січня 1995      |
| Україна                                                              | 16 травня 2008    |
| Уругвай                                                              | 1 січня 1995      |
| Фіджі                                                                | 14 січня 1996     |
| Філіппіни                                                            | 1 січня 1995      |
| Фінляндія                                                            | 1 січня 1995      |
| Франція                                                              | 1 січня 1995      |
| Хорватія                                                             | 30 листопада 2000 |
| Центральноафриканська Республіка                                     | 31 травня 1995    |
| Чад                                                                  | 19 жовтня 1996    |
| Чехія                                                                | 1 січня 1995      |
| Чилі                                                                 | 1 січня 1995      |
| Чорногорія                                                           | 29 квітня 2012    |
| Швейцарія                                                            | 1 липня 1995      |
| Швеція                                                               | 1 січня 1995      |
| Шрі-Ланка                                                            | 1 січня 1995      |
| Ямайка                                                               | 9 березня 1995    |
| Японія                                                               | 1 січня 1995      |

## Країни-спостерігачі СОТ
- Азербайджан
- Алжир
- Андорра
- Багамські Острови
- Білорусь
- Боснія і Герцеговина
- Бутан
- Ватикан
- Екваторіальна Гвінея
- Ефіопія
- Ірак
- Іран
- Коморські Острови
- Кюрасао
- Ліван
- Лівія
- Південний Судан
- Сан-Томе і Принсіпі
- Сербія
- Сирія
- Сомалі
- Судан
- Східний Тимор
- Узбекистан